# 劉沖始
劉沖始（5世紀—479年），彭城郡彭城縣人，南朝宋巴陵哀王劉休若之子。

## 生平
泰始七年（471年）七月，巴陵王劉休若被賜死。元徽元年（473年），劉沖始服闋，襲封巴陵郡王，食邑二千八百戶。
昇明三年（479年），劉沖始去世。同年，齊高帝代宋，劉沖始的封國被削除。虽然本传没记载他的具体死因，但同年去世的刘宋诸侯王有多人，且《南史·宋本纪下第三》载“宋之王侯无少长皆幽死矣”。